# Maratti-Maschine
Die Maratti-Maschine (Synonym Milanese-Maschine) ist eine Rechts/Links-Rundkettenwirkmaschine zur Herstellung des Textilstoffs Milanese.
Sie ist nach ihrem Erfinder Mario Rattigne benannt, dem im Jahr 1927 in Genf die Umwandlung des flachen Kettenstuhls in einen leistungsfähigen Rundkettenstuhl gelang.